# Ertuğrul Osman
Ertuğrul Osman o Ertuğrul Osman Osmanoğlu (Istanbul, 12 d'agost de 1912 - Manhattan, Nova York, 24 de setembre de 2009) fou el cap de la Casa imperial de la Dinastia Otomana, la qual va governar l'Imperi Otomà des de 1281 fins a 1923, quan Turquia va esdevenir república. Fou net d'Abdul Hamid II, soldà des de 1876 fins a 1909. El 1924, mentre estudiava a Viena, Àustria, va rebre notícies que tots els membres de la família del soldà van ser enviats a l'exili. No va tornar a la seva natal Turquia fins als anys noranta, quan el govern turc va acordar concedir-li la ciutadania turca. Va viure als Estats Units des dels anys quaranta, residint fins a la seva mort a Manhattan. Fou col·locat al capdavant de la Dinastia Otomana el 1994, en morir Mehmed Orhan.